# Wargnies
Wargnies település Franciaországban, Somme megyében. Lakosainak száma 78 fő (2022. január 1.). Wargnies Canaples, Flesselles, Havernas és Naours községekkel határos.

## Népesség
A település népessége az elmúlt években az alábbi módon változott:
| Lakosok száma | 92   | 90   | 89   | 86   | 84   | 83   | 82   | 78   |
|               | 2013 | 2015 | 2017 | 2018 | 2019 | 2020 | 2021 | 2022 |